# Far West (juego de rol)
Far West es un juego de rol español diseñado por Darío Pérez, Óscar Díaz, Javier Aguado y Gonzalo García y publicado por primera vez en enero de 1993 por la editorial M+D Editores, fundada en 1992 por los autores del juego para la publicación del mismo. El título de este juego de rol fue acuñado con el término inglés far west («lejano oeste» en español) pues estas palabras inglesas son lo bastante populares entre el público hispanohablante como para evocar la temática del western. Efectivamente el universo de juego de Far West corresponde tanto al llamado «viejo oeste», período de expansión de los Estados Unidos de América durante el siglo XIX, como a la atmósfera de leyenda que este género cinematográfico consiguió popularizar a lo largo del siglo XX.

## Sistema de juego
El sistema de juego de Far West se caracteriza tanto por su sencillez como por su rapidez y por su dinamismo. Es una versión simplificada del sistema de juego genérico que la editorial estadounidense Chaosium publicó en 1980 con el título Basic Role-Playing («juego de rol básico» en español, habitualmente abreviado con las siglas BRP). A este sistema también se le llama «sistema porcentual» pues las habilidades de los personajes están expresadas en porcentajes: un personaje puede tener, por ejemplo, un 68% de posibilidades de éxito en el uso del revólver, o un 57% en la habilidad de montar a caballo, o cualquier otro porcentaje en otras habilidades, como conducir una diligencia, jugar a las cartas, leer y escribir etc. Mediante el sistema BRP la resolución de acciones es bastante sencilla: utilizando dos dados de diez caras para simular un dado de cien las tiradas de dados producen resultados siempre comprendidos entre 1 y 100 «percentiles». Si el resultado es igual o inferior al porcentaje de habilidad del personaje se considera que la acción es un éxito. Si el resultado es superior se considera que la acción es un fallo. Al salir Far West al mercado de los juegos de rol, el público hispanohablante aficionado a esta clase de juegos no tuvo dificultades de adaptación al nuevo juego no solo por la sencillez y la intuición natural del sistema porcentual sino porque este sistema ya era muy popular gracias a juegos de rol publicados con anterioridad, como RuneQuest, Stormbringer o La llamada de Cthulhu.
Uno de los elementos más emblemáticos del western son los duelos con revólver en los que dos o más tiradores enfrentan sus respectivas habilidades con sus armas, desenfundándolas lo más rápido posible para alcanzar al blanco antes de que éste los alcance a ellos. El juego de rol Far West representa esta clase de situaciones dejando a la elección del jugador una serie de velocidades con las que desenfundar su arma. En función de la velocidad escogida el porcentaje de habilidad con el revólver se ve reducido en mayor o menor medida: cuanto más rápido desenfunda el personaje mayor es el modificador negativo a la hora de hacer la tirada de dado de cien. De este modo los jugadores que participan en esta clase de duelos se ven obligados a elegir un buen compromiso entre la eventualidad de desenfundar demasiado rápido y fallar o la eventualidad de desenfundar demasiado lentamente y ser alcanzados por su adversario.
La Guerra de Secesión (1861-1865) y las llamadas Guerras Indias del período posterior a 1865 forman parte del universo de juego de Far West y por ello el libro básico de reglas incluyó un método de resolución de batallas en las que participasen numerosos combatientes.
Finalmente, aunque la magia sea un ingrediente mucho más representativo de otros géneros (como por ejemplo la así llamada fantasía heroica) el sistema de juego de Far West incluyó reglas para representar la magia chamánica de las culturas amerindias nativas de América del Norte.

## Creación de personajes
En Far West las características que definen un personaje son tres: Fuerza (FUE), Destreza (DES) y Constitución (CON). La FUE y la DES del personaje se obtienen, cada una, mediante la tirada de tres dados de seis caras. La CON también se obtiene tirando tres dados de seis, pero añadiendo tres puntos suplementarios. Como se puede observar las tres únicas características de un personaje de Far West son estrictamente de orden físico. Mientras que la mayor parte de juegos de rol basados en el sistema BRP incluyen casi siempre características de tipo intelectual, mental o espiritual, como Inteligencia, Personalidad, Presencia, Carisma etc, la ausencia de esta clase de características en Far West se debe al dinamismo propio de su sistema de juego. De este modo, en vez de simular la inteligencia o el fondo espiritual de los personajes mediante un sistema de valores numéricos o de reglas que ralentizaría el juego, estos aspectos inmateriales o intelectuales de los personajes son abandonados a la interpretación de los jugadores y del director de juego.
Según el tipo de personaje que el jugador decide interpretar una serie de habilidades le son atribuidas con porcentajes iniciales suficientemente elevados como para corresponder a la habilidad media que tiene una persona de su profesión. Un cazarrecompensas empieza por ejemplo con buenas habilidades con armas, una chica de saloon con un buen nivel en habilidades relacionadas con el baile y el canto, un indio tendrá conocimientos propios de su cultura (lo que puede ser muy útil si los jugadores que interpretan personajes de raza blanca se encuentran en medio de un conflicto entre nativos americanos y colonos blancos), un vendedor de biblias y de ungüentos tendrá un poder de persuasión consecuente, un tahúr será habilidoso con los juegos de naipes etc. Además de las habilidades básicas de cada profesión los jugadores, a la hora de crear su personaje, pueden obtener un dado de cuatro habilidades suplementarias con una base de 20% cada una, pudiendo elegir estas últimas entre las habilidades que no son propias de la profesión del personaje.
Una vez establecidos los porcentajes básicos de las habilidades del personaje, se suman los valores numéricos de sus tres características (FUE, DES y CON) y el resultado se multiplica por dos. La suma resultante corresponde a un número de puntos de experiencia que el jugador puede repartir entre las habilidades de su personaje: un punto de experiencia le permite aumentar en un percentil cada habilidad propia de la profesión de su personaje, pero dos puntos son necesarios para aumentar en un percentil las que no lo son. Este sistema simula el hecho, realista, de que los personajes jugadores sean más hábiles en aquellas actividades relacionadas con su profesión.

## Universo de juego
Naturalmente el universo de juego de Far West es el del viejo oeste. Como también fue el caso de Aquelarre y de ¡Piratas!, otros dos juegos de rol españoles de género histórico publicados en los años 90, la mayor parte del manual de reglas de Far West está dedicada a la descripción del contexto histórico en el que deben desarrollarse las partidas de juego. El avance hacia el Oeste tanto de las poblaciones de origen europeo como del telégrafo o del ferrocarril, el transporte de ganado vacuno desde Texas a los territorios cada vez más colonizados y los conflictos entre pastores de ovejas y vaqueros que tal transporte ocasionó, el desarrollo de las armas de fuego y la aparición de profesiones relacionadas con estas últimas, como cazarrecompensas o pistolero, la fiebre del oro, la casi extinción del bisonte por la caza intensiva del hombre blanco y las guerras indias que tal caza acabó por ocasionar... todos estos elementos propios de la época en la que se juegan las partidas están descritos en Far West de manera lo bastante resumida a la vez que detallada como para dar a los jugadores unas mínimas indicaciones sobre el universo en el que deberán interpretar a sus personajes. Un capítulo entero está dedicado a las culturas amerindias, trazando un esquema del conjunto de tribus que poblaban el norte del continente en aquella época mientras que otro capítulo describe la fauna propia de Norteamérica, con características de juego que permiten la intervención en el juego de animales tan emblemáticos del western como son el caballo, el bisonte o la serpiente de cascabel.
Asumiendo que el género del western ha sido influido tanto por el cine como por la literatura o la historiografía, Far West incluyó, al final del manual de reglas, una lista de películas y de libros para inspirar a los directores de juego y a los jugadores que quisieran tanto aumentar sus conocimientos históricos sobre el «verdadero salvaje oeste» como enriquecer su cultura cinematográfica o literaria ligada a la temática del western.

## Ediciones
Fuentes equivocadas hablan a menudo de dos ediciones de Far West. En realidad solo hubo una, publicada eso sí en dos impresiones diferentes, una en 1993 y otra en 1994. La primera impresión del juego fue elaborada por el equipo de creadores de M+D Editores a lo largo de 1992 y no fue publicada hasta enero de 1993. Era un libro de reglas encuadernado en cartoné (encuadernación popularmente conocida como «tapa dura») con una ilustración de cubierta a color pintada por Fabo, que también firmó las ilustraciones que iniciaban cada capítulo, estas últimas en blanco y negro. Óscar Díaz y Darío Pérez, dos de los autores del juego, realizaron el resto de ilustraciones interiores.
Esta primera tirada de ejemplares de 1993 se agotó en marzo de 1994 y M+D procedió a preparar la publicación de una segunda impresión, también en cartoné pero esta vez con la corrección de algunas erratas y ya no con la portada ilustrada por Fabo sino con una nueva ilustración de cubierta del artista Luis Royo. En ambas impresiones, la de 1993 y la de 1994, las cubiertas fueron pintadas por artistas profesionales bajo contrato con M+D.

## Suplementos
El juego obtuvo suficiente éxito en España como para que varios suplementos fuesen publicados entre 1993 y 1997:
- El oro de la Unión[4] (septiembre de 1993, una aventura publicada junto a la pantalla de juego)
- La balada del español[5] (marzo de 1995, una aventura diseñada por Ricard Ibáñez, autor del juego de rol Aquelarre)
- Hogan's Last Stop[6] (octubre de 1995, una aventura con la que se reeditó la pantalla, por haberse agotado El oro de la Unión, aunque con diferente ilustración)
- Apache[7] (marzo de 1997, un suplemento sobre este pueblo tan emblemático para el género del western)

## Estado actual de publicación
A partir de 1994 Distrimagen, empresa distribuidora de algunas editoriales de rol, entre ellas M+D Editores, recuperó el fondo editorial de M+D y continuó la venta del libro básico de reglas de la segunda impresión así como de todos los suplementos de la serie Far West, juego de rol. Hoy en día toda la gama de productos Far West está ya agotada y descatalogada.